# 岩槻信治
岩槻 信治（いわつき のぶじ、1889年8月30日 - 1948年5月9日）は、日本の農業技師。20余種に及ぶ稲の品種改良を行い、西三河一帯の農業振興に大きく寄与した。岡崎市名誉市民。

## 経歴
愛知県碧海郡中園村（現・岡崎市中園町）に生まれる。なお岩槻が出生した直後の1889年（明治22年）10月1日、中園村は合併により長瀬村大字中園となるが、父善吉は同村の村長に就任している。長瀬村立長瀬尋常小学校（現・岡崎市立矢作北小学校）と江西高等小学校（現・岡崎市立矢作中学校）に学ぶ。1906年（明治39年）3月、愛知県農林学校（現・愛知県立安城農林高等学校）を卒業。8か月ほど母校の江西高等小学校に勤務。同年12月、愛知県農林学校の山崎延吉校長に招かれて碧海郡安城町の愛知県農事試験場（現・愛知県農業総合試験場）に入った。1911年（明治44年）夏、大阪府柏原町（現・柏原市）にあった国立農事試験場畿内支場に赴き、稲の人工交配の技術を習得。
稲は風雨、気温、病虫害の影響を受けること甚だしく、自然に左右されやすいため農民の暮らしは不安定であった。岩槻は人工交配による稲の品種改良に精魂を傾け、1924年（大正13年）の愛知旭（あいちあさひ）を手はじめに、早生旭、東海千本などの優良品種の開発に成功した。1926年（大正15年）、種芸部主任。
1929年（昭和4年）には驚異的な多収品種である「千本旭」が完成。生産は安定し、西三河地方のみならず各地で飛躍的な米の増産をもたらした。また、もち米や酒造米の研究も行い、改良品種は20余種に及んだ。
さらに米麦苗代の改良、麦の移植栽培、家畜の導入など営農指導にも功績があった。
その他、三江と号し、三味線を鳴らし、民謡の作詞作曲、振り付けを行った。県下各地に160曲の民謡を残している。主な作品に「矢作音頭」「矢作小唄」「六ツ美小唄」「六ツ美青年歌」「岩津小唄」「本宿音頭」「三龍社音頭」などがある。
1947年（昭和22年）11月27日に吐血し、翌1948年（昭和23年）、安城町の更生病院（現・安城更生病院）に入院した。同年5月9日、肺結核のため他界。享年58。没後、財団法人岩槻技師業績顕彰会が設立され「岩槻賞」が設けられる。1961年（昭和36年）7月1日、岡崎市名誉市民に推挙。

## 主な著書
- 『農民叢書 第二篇 米麦篇』武藤本店、1932年。
- 『稲作実際論』養賢堂、1936年5月。
- 『新編 実用農芸宝典』養賢堂、1938年3月10日。
- 『稲作改良精説』朝倉書店、1940年11月25日。
- 『年中行事農作物増収法』養賢堂、1942年3月。